# Cecilia Wikström
Cecilia Karin Maria Wikström, geboren Sundström (Svanstein, 17 oktober 1965), is een Zweeds politica, predikante en schrijfster. Sinds 14 juli 2009 is ze lid van het Europees Parlement voor de Folkpartiet liberalerna (ALDE).

## Biografie
Wikström studeerde theologie aan de Universiteit van Uppsala, waar ze in 1993 haar bachelordiploma haalde. Tussen 1994 en 2002 was ze predikante in de Zweedse Kerk. In 1998 werd ze verkozen tot lid van de provincieraad van Uppsala, waar ze tot 2002 zitting had. In dat jaar werd ze verkozen tot lid van de Zweedse Rijksdag en nam ze zitting in het senaatsbestuur van de Universiteit van Uppsala. In 2006 werd Wikström herkozen als lid van het Zweedse parlement. In 2009 deed ze voor de Folkpartiet mee aan de Europese Parlementsverkiezingen. Sinds 14 juli 2009 is ze lid van het Europees Parlement, waar ze zitting heeft in de commissie burgerlijke vrijheden, justitie en binnenlandse zaken en sinds juli 2014 voorzitter is van de commissie verzoekschriften. Sinds 1 februari 2017 is ze bovendien voorzitter van de conferentie van commissievoorzitters.